# Жеховский, Вениамин Павлович
Вениамин Павлович Жеховский (Санкт-Петербург 1881 — Encausse-les-Thermes, Франция 1975) — русско-французский астроном, родился в Санкт-Петербурге, в большой дворянской семье, глава которой, Павел Васильевич Жеховский (инженер путей сообщения), служил чиновником для особых поручений на Варшавской железной дороге (в ту пору Польша была частью Российской Империи).

## Биография
После окончания Московского университета, с 1912 года работал в Парижской обсерватории. После 1934, научные статьи, написанные им, подписывал, как Benjamin de Jekhowsky. Центр малых планет публиковал его открытия под именем: «B. Jekhovsky». В современной английской транслитерации его имя было бы написано как Zhekhovskii или Zhekhovsky.
Позже он работал в Алжирской обсерватории (в то время Алжир был колонией Франции), где он стал известен, как специалист по астрономической механике. Он обнаружил много астероидов, опубликовал около 190 научных работ. В честь него назван астероид 1606 Jekhovsky.
Астероид (976) Бенджамина, открытый в 1922 году назван в честь сына астронома, а астероид (1017) Жаклин, открытый в 1924 году назван в честь его ученицы.
| Открытые астероиды: 12 | Открытые астероиды: 12 |
| ---------------------- | ---------------------- |
| (953) Пенлева          | 29 апреля 1921         |
| 976 Benjamina          | 27 марта 1922          |
| 977 Philippa           | 6 апреля 1922          |
| 988 Appella            | 10 ноября 1922         |
| 1013 Tombecka          | 17 января 1924         |
| 1017 Jacqueline        | 4 февраля 1924         |
| 1037 Davidweilla       | 29 октября 1924        |
| 1040 Klumpkea          | 20 января 1925         |
| 1093 Freda             | 15 июня 1925           |
| 1181 Lilith            | 11 февраля 1927        |
| 1328 Devota            | 21 октября 1925        |
| 3881 Doumergua         | 15 ноября 1925         |